# Rolf Birk
Rolf Birk (* 14. April 1938 in Stuttgart; † 20. März 2021 in Trier) war ein deutscher Jurist und Hochschullehrer, zuletzt an der Universität Trier.

## Leben
Birk begann 1958 ein Studium der Rechtswissenschaften an der Universität Tübingen, das er 1962 an der Universität Erlangen mit dem Ersten Juristischen Staatsexamen beendete. 1966 promovierte Birk zum Dr. jur. bei Ludwig Schnorr von Carolsfeld in Erlangen. Seine Habilitation schloss Birk 1971 ab, ebenfalls bei Schnorr von Carolsfeld.
Nach Lehrstuhlvertretungen in den folgenden Jahren hatte Brik 1975 kurzzeitig seinen ersten eigenen Lehrstuhl an der Universität Erlangen inne. Bereits im folgenden Jahr wechselte er an die Universität Augsburg. 1983 folgte Birk einem Ruf der Universität Trier auf den Lehrstuhl für Bürgerliches Recht, Arbeitsrecht, Internationales Privatrecht. Dort wurde er zugleich Direktor des Instituts für Arbeitsrecht und Arbeitsbeziehungen in der EG, dem heutigen Institut für Arbeitsrecht und Arbeitsbeziehungen in der Europäischen Union (IAAEU). 
Birks Forschungsschwerpunkte lagen vor allem im Arbeits- und Sozialrecht, insbesondere auch deren internationaler Bezüge.
1994 verlieh die Universität Miskolc Birk die Ehrendoktorwürde, 2001 auch die Universität Pécs.

## Veröffentlichungen (Auswahl)
- Schadensersatz und sonstige Restitutionsformen im internationalen Privatrecht: kollisionsrechtliche Fragen zum Inhalt und Bestand subjektiver Rechte. Verlag Versicherungswirtschaft, Karlsruhe 1969. (Dissertation)
- Die arbeitsrechtliche Leitungsmacht. Carl Heymanns, Köln 1973, ISBN 978-3-452-17557-1. (Habilitationsschrift)
- Die Rechtmäßigkeit gewerkschaftlicher Unterstützungskampfmaßnahmen. ÖTV, Stuttgart 1978.
- Die soziale Dimension des Europäischen Binnenmarktes. Nomos, Baden-Baden 1991, ISBN 978-3-7890-2149-7.